# Ndassima

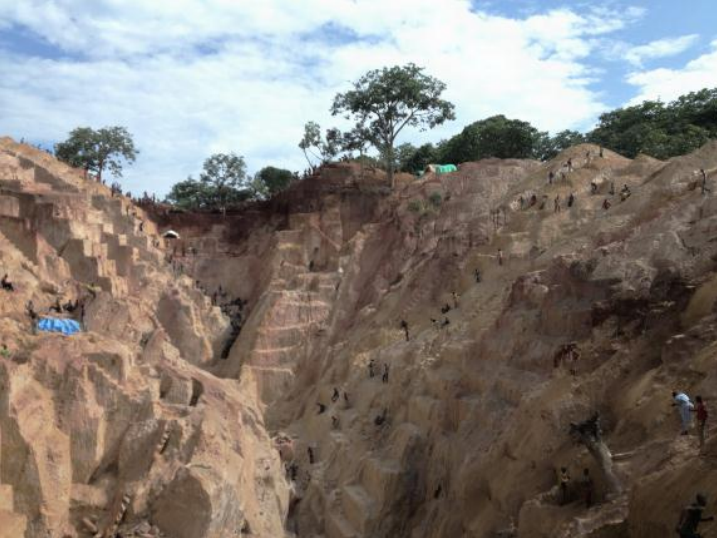
Photographie de la mine d'or de Ndassima

Ndassima est une mine d'or située dans la préfecture de Ouaka, en République centrafricaine. Elle est réputée être la mine dans le pays la plus susceptible d'être commercialement viable d’un point de vue industriel.

## Histoire
À partir de 2006, cette mine à ciel ouvert située à 60 km au nord de Bambari est explorée par la société canadienne Axmin.
À la suite de la prise de contrôle, le 22 décembre 2012, du site par les rebelles de la Seleka, la société canadienne suspend ses activités.
La mine est alors exploitée de façon artisanale et illégale sous le contrôle de la Seleka. À cette époque, la production est évaluée à 15 kilos d'or par mois (environ  350 000 dollars sur le marché local, le double sur le marché international).
En juin 2013, de fortes pluies provoquent l'effondrement d'une mine d'or à Ndassima, tuant 37 mineurs et en blessant de nombreux autres. Le 22 août 2014, la mine s'effondre de nouveau, tuant au moins 25 personnes.
En 2018, le site est toujours sous le contrôle d'un des groupes armés constituant auparavant la Seleka, l'Unité pour la paix en Centrafrique (UPC), commandé par Ali Darassa. L'UPC partage les revenus du site minier aurifère avec un autre groupe armé, le Front populaire pour la renaissance de la Centrafrique (FPRC). Ces revenus sont essentiellement une taxe annuelle imposée aux mineurs artisanaux, à hauteur de plusieurs centaines de dollars US. Axmin, pour sa part, refuse de passer un accord avec l'UPC pour obtenir l'autorisation de reprendre ses activités.
Toutefois, sachant qu'ils sont incapables d'exploiter la mine de Ndassima à pleine capacité, les groupes armés ont probablement conclu un accord avec la société militaire privée russe Wagner, comme l'indique un rapport du journal russe Novaïa Gazeta, selon lesquels des représentants de Wagner ont visité la zone autour de la mine de Ndassima en avril 2018, négociant directement avec les chefs rebelles.
En 2019, Axmin est en tout cas dépossédé par les autorités centrafricaines du permis d'exploitation de 25 ans de la mine de Ndassima au motif de ne pas avoir mis en valeur le site dans les délais prévus par la loi,. Bien que la décision soit contestée par Axmin devant la justice, les autorités lancent en novembre un appel d’offres public pour la réattribution de cette mine d’or qui aboutit à attribuer le permis à Midas Ressource, une société représentée par un ressortissant malgache sur laquelle très peu d'informations sont disponibles mais réputée proche de la Russie,. Axmin estime avoir investi environ 500 milliards de FCFA (environ 760 millions d’euros) dans la recherche, le développement et les projets communautaires dans la zone.
En 2020, des mercenaires russes seraient présents sur le site de la mine d'or de Ndassima et aideraient les rebelles à la gérer.
Le 10 février 2021, les forces gouvernementales, soutenues par les mercenaires russes de la Wagner, reprennent Ndassima neuf ans après leur prise de contrôle par des groupes rebelles. Deux jours plus tard, l'UPC lance une contre-attaque sur Ndassima qui est repoussée par l'armée avec l'aide de mercenaires russes.